# Campionatul European de Atletism din 2014
A 22-a ediție a Campionatului European de Atletism s-a desfășurat între 12 august și 17 august 2014 la Zürich, Elveția. Aceasta a fost a două oară când Elveția a găzduit acest eveniment, după ce capitala Berna a găzduit ediția din 1954. Au participat 1334 de sportivi, veniți din 50 de țări.

## Stadionul
Probele au avut loc pe Stadionul Letzigrund din Zürich. Acesta a fost construit în anul 2007.

## Rezultate
RM - record mondial; RE - record european; RC - record al competiției; RN - record național; PB - cea mai bună performanță a carierei

### Masculin
| Probă sportivă       | Aur | Aur        | Argint                                                                                               | Argint     | Bronz                                                                 | Bronz    |
| 100 m                | James Dasaolu (GBR)                                                                                         | 10,06      | Christophe Lemaitre (FRA)                                                                            | 10,13      | Harry Aikines-Aryeetey (GBR)                                          | 10,22    |
| 200 m                | Adam Gemili (GBR)                                                                                           | 19,98      | Christophe Lemaitre (FRA)                                                                            | 20,15      | Serhii Smelîk (UKR)                                                   | 20,30    |
| 400 m                | Martyn Rooney (GBR)                                                                                         | 44,71      | Matthew Hudson-Smith (GBR)                                                                           | 44,75      | Donald Sanford (ISR)                                                  | 45,27 RN |
| 800 m                | Adam Kszczot (POL)                                                                                          | 1:44,15    | Artur Kuciapski (POL)                                                                                | 1:44,89    | Mark English (IRL)                                                    | 1:45,03  |
| 1500 m               | Mahiedine Mekhissi-Benabbad (FRA)                                                                           | 3:45,60    | Henrik Ingebrigtsen (NOR)                                                                            | 3:46,10    | Chris O'Hare (GBR)                                                    | 3:46,18  |
| 5000 m               | Mo Farah (GBR)                                                                                              | 14:05,82   | Hayle Ibrahimov (AZE)                                                                                | 14:08,32   | Andy Vernon (GBR)                                                     | 14:09,48 |
| 10 000 m             | Mo Farah (GBR)                                                                                              | 28:08,11   | Andy Vernon (GBR)                                                                                    | 28:08,66   | Ali Kaya (TUR)                                                        | 28:08,72 |
| Maraton              | Daniele Meucci (ITA)                                                                                        | 2:11:08    | Yared Shegumo (POL)                                                                                  | 2:12:00    | Aleksei Reunkov (RUS)                                                 | 2:12:15  |
| 110 m garduri        | Serghei Șubenkov (RUS)                                                                                      | 13,19      | William Sharman (GBR)                                                                                | 13,27      | Pascal Martinot-Lagarde (FRA)                                         | 13,29    |
| 400 m garduri        | Kariem Hussein (SUI)                                                                                        | 48,96      | Rasmus Mägi (EST)                                                                                    | 49,06      | Denis Kudryavtsev (RUS)                                               | 49,16    |
| 3000 m obstacole     | Yoann Kowal (FRA)                                                                                           | 8:26,66    | Krystian Zalewski (POL)                                                                              | 8:27,11    | Ángel Mullera (ESP)                                                   | 8:29,16  |
| 20 km marș           | Miguel Ángel López (ESP)                                                                                    | 1:19:44    | Denis Strelkov (RUS)                                                                                 | 1:19:46    | Ruslan Dmytrenko (UKR)                                                | 1:19:46  |
| 50 km marș           | Yohann Diniz (FRA)                                                                                          | 3:32:33 RM | Matej Tóth (SVK)                                                                                     | 3:36:21 RN | Ivan Noskov (RUS)                                                     | 3:37:41  |
| Ștafetă 4×100 m      | Regatul Unit Adam Gemili Richard Kilty Harry Aikines-Aryeetey James Ellington Daniel Talbot*                | 37,93      | Germania Julian Reus Sven Knipphals Alexander Kosenkow Lucas Jakubczyk                               | 38,09      | Franța Pierre Vincent Christophe Lemaitre Teddy Tinmar Ben Bassaw     | 38,47    |
| Ștafetă 4×400 m      | Regatul Unit Martyn Rooney Michael Bingham Conrad Williams Matthew Hudson-Smith Nigel Levine* Rabah Yousif* | 2:58,79    | Polonia Rafał Omelko Kacper Kozłowski Łukasz Krawczuk Jakub Krzewina Michał Pietrzak* Andrzej Jaros* | 2:59,85    | Franța Mame-Ibra Anne Teddy Atine-Venel Mamoudou Hanne Thomas Jordier | 2:59,89  |
| Săritura în înălțime | Bohdan Bondarenko (UKR)                                                                                     | 2,35       | Andrii Proțenko (UKR)                                                                                | 2,33       | Jaroslav Bába (CZE)                                                   | 2,30     |
| Săritura în lungime  | Greg Rutherford (GBR)                                                                                       | 8,29       | Louis Tsatoumas (GRE)                                                                                | 8,15       | Kafétien Gomis (FRA)                                                  | 8,14     |
| Săritura cu prăjina  | Renaud Lavillenie (FRA)                                                                                     | 5,90       | Paweł Wojciechowski (POL)                                                                            | 5,70       | Jan Kudlička (CZE) · Kévin Menaldo (FRA)                              | 5,70     |
| Triplusalt           | Benjamin Compaoré (FRA)                                                                                     | 17,46      | Aleksey Fyodorov (RUS)                                                                               | 17,04      | Yoann Rapinier (FRA)                                                  | 17,01    |
| Aruncarea greutății  | David Storl (GER)                                                                                           | 21,41      | Borja Vivas (ESP)                                                                                    | 20,86      | Tomasz Majewski (POL)                                                 | 20,83    |
| Aruncarea discului   | Robert Harting (GER)                                                                                        | 66,07      | Gerd Kanter (EST)                                                                                    | 64,75      | Robert Urbanek (POL)                                                  | 63,81    |
| Aruncarea suliței    | Antti Ruuskanen (FIN)                                                                                       | 88,01      | Vítězslav Veselý (CZE)                                                                               | 84,79      | Tero Pitkämäki (FIN)                                                  | 84,40    |
| Aruncarea ciocanului | Krisztián Pars (HUN)                                                                                        | 82,69      | Paweł Fajdek (POL)                                                                                   | 82,05      | Serghei Litvinov (RUS)                                                | 79,35    |
| Decatlon             | Andrei Krauchanka (BLR)                                                                                     | 8616       | Kévin Mayer (FRA)                                                                                    | 8521       | Ilya Shkurenyov (RUS)                                                 | 8498     |

* Atletul a participat doar la calificări, dar a primit o medalie.

### Feminin
| Probă sportivă       | Aur | Aur           | Argint                                                                                            | Argint   | Bronz                                                                                               | Bronz      |
| 100 m                | Dafne Schippers (NED)                                                                                       | 11,12         | Myriam Soumaré (FRA)                                                                              | 11,16    | Ashleigh Nelson (GBR)                                                                               | 11,22      |
| 200 m                | Dafne Schippers (NED)                                                                                       | 22,03 RN      | Jodie Williams (GBR)                                                                              | 22,46    | Myriam Soumaré (FRA)                                                                                | 22,58      |
| 400 m                | Libania Grenot (ITA)                                                                                        | 51,10         | Olha Zemleak (UKR)                                                                                | 51,36    | Indira Terrero (ESP)                                                                                | 51,38      |
| 800 m                | Maryna Arzamasava (BLR)                                                                                     | 1:58,15       | Lynsey Sharp (GBR)                                                                                | 1:58,80  | Joanna Jóźwik (POL)                                                                                 | 1:59,63    |
| 1500 m               | Sifan Hassan (NED)                                                                                          | 4:04,18       | Abeba Aregawi (SWE)                                                                               | 4:05,08  | Laura Weightman (GBR)                                                                               | 4:06,32    |
| 5000 m               | Meraf Bahta (SWE)                                                                                           | 15:31,39      | Sifan Hassan (NED)                                                                                | 15:31,79 | Susan Kuijken (NED)                                                                                 | 15:32,82   |
| 10 000 m             | Joanne Pavey (GBR)                                                                                          | 32:22,39      | Clémence Calvin (FRA)                                                                             | 32:23,58 | Laila Traby (FRA)                                                                                   | 32:26,03   |
| Maraton              | Christelle Daunay (FRA)                                                                                     | 2:25:14 (RC)  | Valeria Straneo (ITA)                                                                             | 2:25:27  | Jéssica Augusto (POR)                                                                               | 2:25:41    |
| 100 m garduri        | Tiffany Porter (GBR)                                                                                        | 12,76         | Cindy Billaud (FRA)                                                                               | 12,79    | Cindy Roleder (GER)                                                                                 | 12,82      |
| 400 m garduri        | Eilidh Child (GBR)                                                                                          | 54,48         | Anna Titimets (UKR)                                                                               | 54,56    | Irina Davydova (RUS)                                                                                | 54,60      |
| 3000 m obstacole     | Antje Möldner-Schmidt (GER)                                                                                 | 9:29:43       | Charlotta Fougberg (SWE)                                                                          | 9:30:16  | Diana Martín (ESP)                                                                                  | 9:30:70    |
| 20 km marș           | Elmira Alembekova (RUS)                                                                                     | 1:27:56       | Lyudmyla Olyanovska (UKR)                                                                         | 1:28:07  | Anežka Drahotová (CZE)                                                                              | 1:28:08 RN |
| Ștafetă 4×100 m      | Regatul Unit Asha Philip Ashleigh Nelson Jodie Williams Desiree Henry Anyika Onuora*                        | 42,24 RN      | Franța Céline Distel-Bonnet Ayodelé Ikuesan Myriam Soumaré Stella Akakpo                          | 42,45    | Rusia Marina Panteleyeva Natalia Rusakova Kristina Sivkova Yelizaveta Savlinis Yekaterina Vukolova* | 43,22      |
| Ștafetă 4×400 m      | Franța Marie Gayot Muriel Hurtis-Houairi Agnès Raharolahy Floria Gueï Estelle Perrossier* Phara Anacharsis* | 3:24,27       | Ucraina Natalia Pâhâda Hrystyna Stuy Hanna Ryzhykova Olha Zemleak Daryna Prystupa* Olha Lyakhova* | 3:24,32  | Regatul Unit Eilidh Child Kelly Massey Shana Cox Margaret Adeoye Emily Diamond* Victoria Ohuruogu*  | 3:24,34    |
| Săritura în înălțime | Ruth Beitia (ESP)                                                                                           | 2,01          | Mariya Kuchina (RUS)                                                                              | 1,99     | Ana Šimić (CRO)                                                                                     | 1,99       |
| Săritura în lungime  | Éloyse Lesueur (FRA)                                                                                        | 6,85          | Ivana Španović (SRB)                                                                              | 6,81     | Daria Klișina (RUS)                                                                                 | 6,65       |
| Săritura cu prăjina  | Anjelika Sidorova (RUS)                                                                                     | 4,65          | Katerina Stefanidi (GRE)                                                                          | 4,60     | Angelina Zhuk-Krasnova (RUS)                                                                        | 4,60       |
| Triplusalt           | Olha Saladuha (UKR)                                                                                         | 14,73         | Ekaterina Koneva (RUS)                                                                            | 14,69    | Irina Gumenyuk (RUS)                                                                                | 14,46      |
| Aruncarea greutății  | Christina Schwanitz (GER)                                                                                   | 19,90         | Yevgeniya Kolodko (RUS)                                                                           | 19,39    | Anita Márton (HUN)                                                                                  | 19,04 RN   |
| Aruncarea discului   | Sandra Perković (CRO)                                                                                       | 71,08 RN      | Mélina Robert-Michon (FRA)                                                                        | 65,33    | Shanice Craft (GER)                                                                                 | 64,33      |
| Aruncarea suliței    | Barbora Špotáková (CZE)                                                                                     | 64,41         | Tatjana Jelača (SRB)                                                                              | 64,21 RN | Linda Stahl (GER)                                                                                   | 63,91      |
| Aruncarea ciocanului | Anita Włodarczyk (POL)                                                                                      | 78,76 (RC) RN | Martina Hrašnová (SVK)                                                                            | 74,66    | Joanna Fiodorow (POL)                                                                               | 73,67      |
| Heptatlon            | Antoinette Nana Djimou (FRA)                                                                                | 6551          | Nadine Broersen (NED)                                                                             | 6498     | Nafissatou Thiam (BEL)                                                                              | 6423       |

* Atleta a participat doar la calificări, dar a primit o medalie.

## Clasament pe medalii
| Loc   | Țară          | Aur | Argint | Bronz | Total |
| ----- | ------------- | --- | ------ | ----- | ----- |
| 1     | Regatul Unit  | 12  | 5      | 6     | 23    |
| 2     | Franța        | 9   | 8      | 8     | 25    |
| 3     | Germania      | 4   | 1      | 3     | 8     |
| 4     | Rusia         | 3   | 5      | 10    | 18    |
| 5     | Țările de Jos | 3   | 2      | 1     | 6     |
| 6     | Polonia       | 2   | 6      | 4     | 12    |
| 7     | Ucraina       | 2   | 5      | 2     | 9     |
| 8     | Spania        | 2   | 1      | 3     | 6     |
| 9     | Italia        | 2   | 1      | 0     | 3     |
| 10    | Belarus       | 2   | 0      | 0     | 2     |
| 11    | Suedia        | 1   | 2      | 0     | 3     |
| 12    | Cehia         | 1   | 1      | 3     | 5     |
| 13    | Croația       | 1   | 0      | 1     | 2     |
| 13    | Finlanda      | 1   | 0      | 1     | 2     |
| 13    | Ungaria       | 1   | 0      | 1     | 2     |
| 16    | Elveția       | 1   | 0      | 0     | 1     |
| 17    | Estonia       | 0   | 2      | 0     | 2     |
| 17    | Grecia        | 0   | 2      | 0     | 2     |
| 17    | Serbia        | 0   | 2      | 0     | 2     |
| 17    | Slovacia      | 0   | 2      | 0     | 2     |
| 21    | Azerbaidjan   | 0   | 1      | 0     | 1     |
| 21    | Norvegia      | 0   | 1      | 0     | 1     |
| 23    | Belgia        | 0   | 0      | 1     | 1     |
| 23    | Irlanda       | 0   | 0      | 1     | 1     |
| 23    | Israel        | 0   | 0      | 1     | 1     |
| 23    | Portugalia    | 0   | 0      | 1     | 1     |
| 23    | Turcia        | 0   | 0      | 1     | 1     |
| Total | Total         | 47  | 47     | 48    | 142   |

## Participarea României la campionat

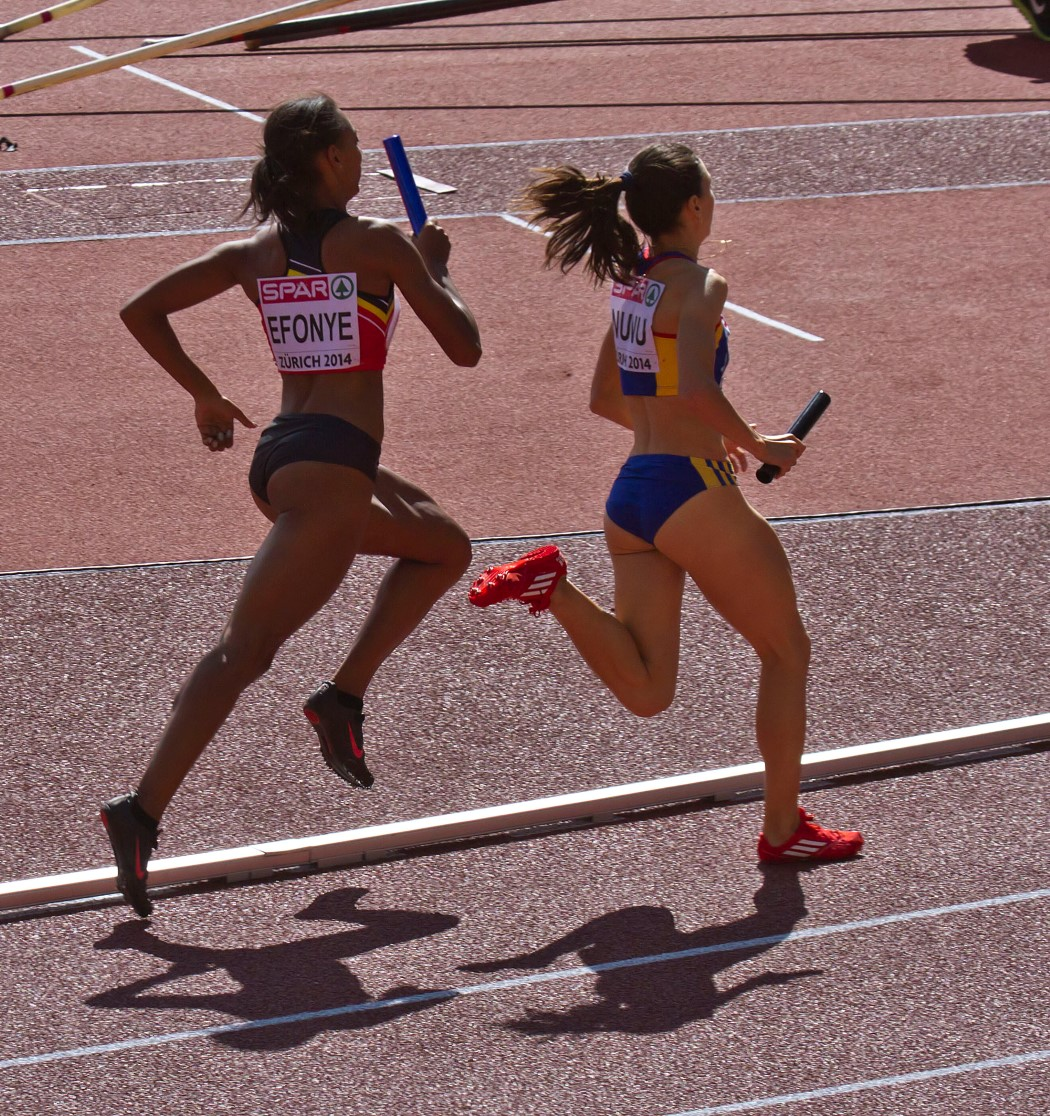
Mihaela Nunu (dreapta), ștafetă 4×400 m

23 de atleți au reprezentat România.
- Marian Oprea – triplusalt - locul 5
- Bianca Răzor – 400 m - locul 6, ștafetă 4x400 m - locul 9
- Cătălin Cîmpeanu – 100 m - locul 7, ștafetă 4x100 m - locul 13
- Alina Rotaru – lungime - locul 7
- Bianca Perie – ciocan - locul 7
- Mirela Lavric – 800 m - locul 8
- Daniela Stanciu – înălțime - locul 8
- Mihaela Nunu – 800 m - locul 18, ștafetă 4x400 m - locul 9
- Adelina Pastor – 400 m - locul 20, ștafetă 4x400 m - locul 9
- Angela Moroșanu – 400 m garduri - locul 20, ștafetă 4x400 m - locul 9
- Mihai Donisan – înălțime - locul 10
- Cristina Casandra – 3000 m obstacole - locul 12
- Cristina Sandu – triplusalt - locul 12
- Alexandru Codreanu – ștafetă 4x100 m - locul 13
- Doru Teofilescu – ștafetă 4x100 m - locul 13
- Alexandru Terpezan – ștafetă 4x100 m - locul 13
- Cristina Bujin – triplusalt - locul 14
- Cornelia Deiac – lungime - locul 18
- Andreea Ogrăzeanu – 100 m - locul 13, 200 m - locul 23
- Andrei Gag – greutate - locul 20
- Florina Pierdevară – 800 m - locul 20
- Marius Cocioran – 50 km marș - locul 22
- Marius Ionescu – maraton - NT

## Participarea Republicii Moldova la campionat
3 atleți au reprezentat Republica Moldova.
- Serghei Marghiev – ciocan - locul 9
- Vladimir Letnicov – triplusalt - locul 16
- Alexei Cravcenco – 400 m garduri - DS[6]